# 1952 год
1952 (ты́сяча девятьсо́т пятьдеся́т второ́й) год  по григорианскому календарю — високосный год, начинающийся во вторник. Это 1952 год нашей эры, 2‑й год 6‑го десятилетия XX века 2‑го тысячелетия, 3‑й год 1950‑х годов. Он закончился 73 года назад.
| Пн | Вт | Ср | Чт | Пт | Сб | Вс |
|    | 1  | 2  | 3  | 4  | 5  | 6  |
| 7  | 8  | 9  | 10 | 11 | 12 | 13 |
| 14 | 15 | 16 | 17 | 18 | 19 | 20 |
| 21 | 22 | 23 | 24 | 25 | 26 | 27 |
| 28 | 29 | 30 | 31 |    |    |    |

| Пн | Вт | Ср | Чт | Пт | Сб | Вс |
|    |    |    |    | 1  | 2  | 3  |
| 4  | 5  | 6  | 7  | 8  | 9  | 10 |
| 11 | 12 | 13 | 14 | 15 | 16 | 17 |
| 18 | 19 | 20 | 21 | 22 | 23 | 24 |
| 25 | 26 | 27 | 28 | 29 |    |    |

| Пн | Вт | Ср | Чт | Пт | Сб | Вс |
|    |    |    |    |    | 1  | 2  |
| 3  | 4  | 5  | 6  | 7  | 8  | 9  |
| 10 | 11 | 12 | 13 | 14 | 15 | 16 |
| 17 | 18 | 19 | 20 | 21 | 22 | 23 |
| 24 | 25 | 26 | 27 | 28 | 29 | 30 |
| 31 |    |    |    |    |    |    |

| Пн | Вт | Ср | Чт | Пт | Сб | Вс |
|    | 1  | 2  | 3  | 4  | 5  | 6  |
| 7  | 8  | 9  | 10 | 11 | 12 | 13 |
| 14 | 15 | 16 | 17 | 18 | 19 | 20 |
| 21 | 22 | 23 | 24 | 25 | 26 | 27 |
| 28 | 29 | 30 |    |    |    |    |

| Пн | Вт | Ср | Чт | Пт | Сб | Вс |
|    |    |    | 1  | 2  | 3  | 4  |
| 5  | 6  | 7  | 8  | 9  | 10 | 11 |
| 12 | 13 | 14 | 15 | 16 | 17 | 18 |
| 19 | 20 | 21 | 22 | 23 | 24 | 25 |
| 26 | 27 | 28 | 29 | 30 | 31 |    |

| Пн | Вт | Ср | Чт | Пт | Сб | Вс |
|    |    |    |    |    |    | 1  |
| 2  | 3  | 4  | 5  | 6  | 7  | 8  |
| 9  | 10 | 11 | 12 | 13 | 14 | 15 |
| 16 | 17 | 18 | 19 | 20 | 21 | 22 |
| 23 | 24 | 25 | 26 | 27 | 28 | 29 |
| 30 |    |    |    |    |    |    |

| Пн | Вт | Ср | Чт | Пт | Сб | Вс |
|    | 1  | 2  | 3  | 4  | 5  | 6  |
| 7  | 8  | 9  | 10 | 11 | 12 | 13 |
| 14 | 15 | 16 | 17 | 18 | 19 | 20 |
| 21 | 22 | 23 | 24 | 25 | 26 | 27 |
| 28 | 29 | 30 | 31 |    |    |    |

| Пн | Вт | Ср | Чт | Пт | Сб | Вс |
|    |    |    |    | 1  | 2  | 3  |
| 4  | 5  | 6  | 7  | 8  | 9  | 10 |
| 11 | 12 | 13 | 14 | 15 | 16 | 17 |
| 18 | 19 | 20 | 21 | 22 | 23 | 24 |
| 25 | 26 | 27 | 28 | 29 | 30 | 31 |

| Пн | Вт | Ср | Чт | Пт | Сб | Вс |
| 1  | 2  | 3  | 4  | 5  | 6  | 7  |
| 8  | 9  | 10 | 11 | 12 | 13 | 14 |
| 15 | 16 | 17 | 18 | 19 | 20 | 21 |
| 22 | 23 | 24 | 25 | 26 | 27 | 28 |
| 29 | 30 |    |    |    |    |    |

| Пн | Вт | Ср | Чт | Пт | Сб | Вс |
|    |    | 1  | 2  | 3  | 4  | 5  |
| 6  | 7  | 8  | 9  | 10 | 11 | 12 |
| 13 | 14 | 15 | 16 | 17 | 18 | 19 |
| 20 | 21 | 22 | 23 | 24 | 25 | 26 |
| 27 | 28 | 29 | 30 | 31 |    |    |

| Пн | Вт | Ср | Чт | Пт | Сб | Вс |
|    |    |    |    |    | 1  | 2  |
| 3  | 4  | 5  | 6  | 7  | 8  | 9  |
| 10 | 11 | 12 | 13 | 14 | 15 | 16 |
| 17 | 18 | 19 | 20 | 21 | 22 | 23 |
| 24 | 25 | 26 | 27 | 28 | 29 | 30 |

| Пн | Вт | Ср | Чт | Пт | Сб | Вс |
| 1  | 2  | 3  | 4  | 5  | 6  | 7  |
| 8  | 9  | 10 | 11 | 12 | 13 | 14 |
| 15 | 16 | 17 | 18 | 19 | 20 | 21 |
| 22 | 23 | 24 | 25 | 26 | 27 | 28 |
| 29 | 30 | 31 |    |    |    |    |

## События

### Январь
- 1 января — принята конституция Иордании. Вступила в силу 8 января[1].
- 7 января — правительство Рене Плевена во Франции получило вотум недоверия в Национальном собрании и ушло в отставку[2].
- 11 января — новое правительство Франции поручено сформировать Эдгару Фору. 17 января его кабинет получил вотум доверия в Национальном собрании и 20 января приступил к обязанностям[2].
- 12 января — в Авачинском заливе затонул рыболовный траулер «Восток», погибли 40 человек[3].
- 18 января — французские власти арестовали Хабиба Бургибу и других лидеров национального движения Туниса[4].
- 26 января — массовые демонстрации в Каире переросли в погромы и поджоги правительственных учреждений, а также принадлежавших иностранцам магазинов и кинотеатров[5].
- Была создана Ленинградская студия телевидения.
- 27 января — вечером после конфликта с Великобританией отправлен в отставку премьер-министр Египта Мустафа Наххас, в стране введено военное положение. Премьер-министром назначен Али Махир (до 2 марта 1952 года)[6][7].
- 30 января — в Сирии военное правительство полковника Адиба Шишекли приняло первый декрет о разделе государственных земель между частными земельными собственниками. Второй декрет о разделе земель был издан 29 октября 1952 года[8].

### Февраль
- 6 февраля — смерть короля Георга VI, вступление Елизаветы II на английский престол (находилась на престоле более 70 лет, до 8 сентября 2022 года).
- 18 февраля — Турция и Королевство Греция вступили в НАТО.
- 20 февраля — парламентские выборы в Ливии. Лидер партии Национальный конгресс Башир Саадави обвинил королевские власти в их фальсификации[9].
- 22 февраля — в Ливии запрещена деятельность политических партий[примечание 1]. Лидер партии Национальный конгресс Башир Саадави выслан из страны[9].
- 28 февраля — в Токио подписано Административное соглашение между Японией и США, оставлявшее за армией США все её базы в Японии и обязывавшее японское правительство выделять ежегодно 155 миллионов долларов на содержание американских войск на японской территории[10].
- 29 февраля — Председатель Совета министров Франции Эдгар Фор подал прошение об отставке президенту республики Венсану Ориолю[2].

### Март

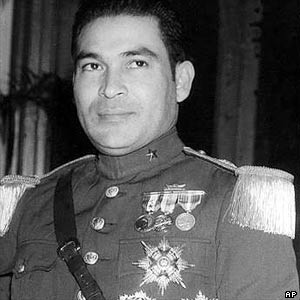
10 марта: генерал Фульхенсио Батиста приходит к власти на Кубе в результате государственного переворота

- 2 марта — отставка премьер-министра Египта Али Махир-паши после отказа Великобритании от переговоров. Премьер-министром назначен Ахмад Хиляли-паша (до 28 июня 1952 года). Король Фарук I отправил парламент на месячные каникулы[5][6].
- 8 марта — во Франции сформирован кабинет Антуана Пине[2].
- 10 марта — на Кубе генерал Фульхенсио Батиста совершил переворот и свергнул президента Карлоса Прио Сокарраса[11].
- 11 марта — генерал Дуайт Эйзенхауэр лидировал на праймериз в Нью-Гемпшире.
- 19 марта — распущен парламент Египта, арестованы лидеры партии ВАФД, изменён избирательный закон.
- 24 марта — выборы в парламент Египта перенесены на 18 мая.
- 26 марта
  - Французские власти арестовали правительство протектората Тунис во главе с Мохамедом Шеником. Новый кабинет сформирован только в апреле[4].
  - В аэропорту Тулы столкнулись два самолёта, погибли не менее 70 человек. Крупнейшая авиакатастрофа в СССР на тот момент.
- 30 марта — на полигоне Гуди близ Афин расстрелян член ЦК Компартии Греции Никос Белояннис, в защиту которого была развёрнута широкая международная кампания.
- 31 марта
  - 15 африканских и азиатских стран потребовали созвать Совет Безопасности ООН по тунисскому вопросу. Их коллективная жалоба на Францию была отклонена 14 апреля.
  - Лидер гватемальской оппозиции Карлос Кастильо Армас и генерал Мигель Идигорас Фуэнтес подписали в Сан-Сальвадоре «Секретный пакт и обязательство об объединении», направленный на свержение революционного правительства Гватемалы. Кастильо Армас назначался военным руководителем заговора[12].
  - В Тиране открылся II съезд правящей Албанской партии труда. Завершил работу 7 апреля, приняв задания 1-й пятилетки (1951—1955), имевшей целью превратить аграрную Албанию в аграрно-индустриальную страну[13].

### Апрель
- 3 апреля — новое правительство Кубы разорвало дипломатические отношения с СССР[14].
- 9 апреля — Боливийская революция: рабочее восстание в Боливии. Шахтёры начали бои с регулярной армией в столице страны Ла-Пасе[15].
- 11 апреля
  - Начало двухмесячной забастовки сталелитейщиков в США.
  - Боливийская революция: восставшие шахтёры контролируют столицу Боливии Ла-Пас. Глава правящей военной хунты генерал Уго Балливиан Рохас и группа генералов вылетели из страны. Временным президентом Боливии стал Эрнан Силес Суасо (до 15 апреля 1952 года)[15][16].
  - Генерал Дуайт Эйзенхауэр подал в отставку с поста главнокомандующего вооружёнными силами НАТО в Европе с 1 июня.
  - Катастрофа DC-4 под Сан-Хуаном.
- 13 апреля — выборы в парламент Египта отсрочены на неопределённое время.
- 15 апреля
  - Виктор Пас Эстенссоро вернулся в Боливию и занял пост президента страны (до 6 августа 1956 года)[17].
  - первый полёт американского стратегического бомбардировщика Boeing B-52 Stratofortress.
- 25 апреля — Катастрофа Ил-12 под Новосибирском.
- 29 апреля — вступил в силу договор о создании блока АНЗЮС[18].

### Май
- 18 мая — во Франции прошли выборы в Совет республики.
- 25 мая — во Франции арестован и отправлен в тюрьму Санте главный редактор коммунистической газеты «Юманите» Андре Стиль[19].
- 26 мая — в Бонне без участия СССР подписан Общий договор между ФРГ и бывшими союзными державами — США, Великобританией и Францией. Договор отменил оккупационный режим в Западной Германии, при этом существенно ограничивая суверенитет ФРГ, и игнорируя позицию другого союзника — СССР. В силу не вступил в связи с тем, что Франция не ратифицировала Парижский договор 1952 года[20].
- 28 мая — во Франции прошла манифестация протеста против визита в страну американского генерала Риджуэя. Властями арестован исполняющий обязанности генерального секретаря Французской коммунистической партии Жак Дюкло, обвинённый в шпионской деятельности (т. н. «Заговор с голубями»)[21].
- 28 мая — государственный секретарь США Дин Ачесон и министр иностранных дел Великобритании Антони Иден начали двухдневное совещание по вопросу о положении в Индокитае с руководителями Франции во главе с премьер-министром Антуаном Пине.

### Июнь
- 1 июня
  - По Волго-Донскому каналу началось движение судов (официальное открытие состоялось 27 июля 1952 года)[22].
  - На всеобщих выборах в Эквадоре президентом избран Хосе Мария Веласко Ибарра (41% голосов)
- 2 июня — Боливийская революция: в Боливии издан декрет об установлении государственной монополии на экспорт руд и рудных концентратов[23]. Государственный департамент США заявил о признании нового правительства Боливии[24].
- 13 июня — над Японским морем истребителями ВВС СССР МиГ-15 сбит нарушивший воздушное пространство СССР самолёт ВВС США RB-29. 12 членов экипажа погибли[25].
- 17 июня — в Гватемале правительство полковника Хакобо Арбенса провозгласило закон об аграрной реформе[26].
- 26 июня — в Аргентине принят закон о сооружении памятника больной раком жене президента Перона Эвите Перон[27].
- 27 июня — принят закон Маккарена-Уолтера, запрещающий въезд в США лицам коммунистических убеждений[28].

### Июль

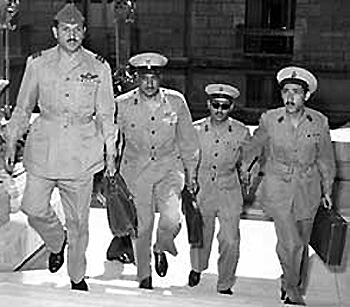
23 июля: Июльская революция в Египте. Лидеры Свободных офицеров Абдель Латиф аль-Богдади, Гамаль Абдель Насер, Салах Салем и Абдель Хаким Амер

- 1 июля — во Франции за недоказанностью причастности к событиям 28 мая освобождён из тюрьмы Санте исполняющий обязанности генерального секретаря Французской коммунистической партии Жак Дюкло[29].
- 2 июля — в Египте приведено к присяге правительство Хусейна Сирри-паши вместо подавшего в отставку 28 июня премьер-министра Ахмада аль-Хиляли-паши (правительство действовало до 22 июля 1952 года)[5][6][30].
- 17 июля — в Аргентине принят закон об обязательном изучении в школах книги Эвиты Перон «Смысл моей жизни»[27].
- 20 июля — подал в отставку премьер-министр Египта Хусейн Сирри-паша. Король Фарук I первоначально отказался её принять, но вечером 21 июля вновь поручил формирование кабинета Ахмаду аль-Хиляли-паше, которое было приведено к присяге 22 июля[5][6].
- 21 июля — Боливийская революция: правительственным декретом в Боливии введено всеобщее избирательное право[31].
- 23 июля
  - Июльская революция в Египте: свержение монархии. Премьер-министром назначен Али Махир (до 7 сентября 1952 года)[5].
  - Вступил в силу договор об учреждении Европейского объединения угля и стали, подписанный 18 апреля 1951 года.

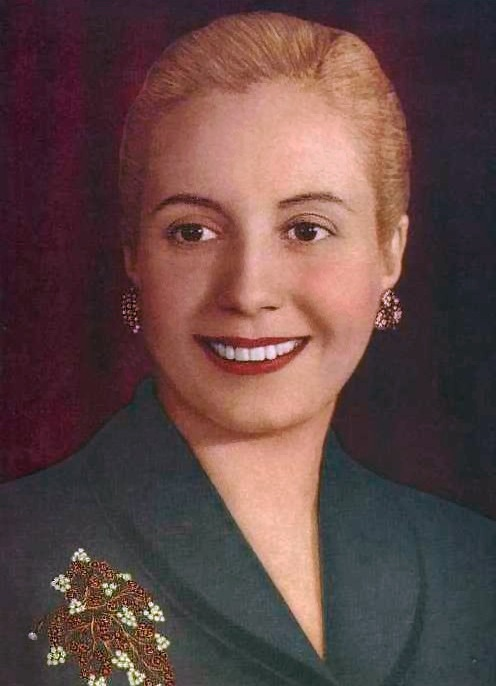
26 июля: скончалась Эвита Перон

- 25 июля — объявление Конгрессом США Пуэрто-Рико «добровольно присоединившимся государством».
- 26 июля
  - Июльская революция в Египте: король Египта Фарук I отрёкся от престола в Александрии и покинул страну. Новым королём Египта и Судана провозглашён семимесячный наследный принц Ахмед-Фуад[примечание 2] под именем Ахмеда Фуада II (до 18 июня 1953 года)[5][6].
  - Скончалась жена президента Аргентины Эва Перон. В стране объявлен 30-дневный траур, провинция Ла-Плата переименована в провинцию Эва Перон[27].

### Август

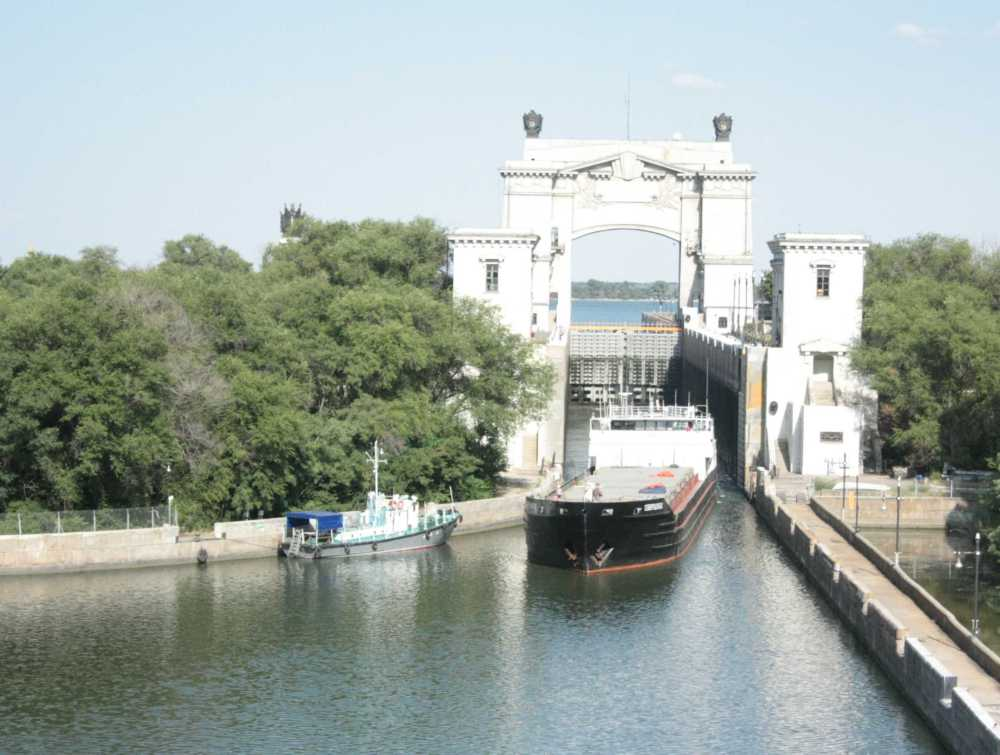
27 июля: В СССР открыт Волго-Донской канал

- 2 августа — Июльская революция в Египте: в Египте распущена политическая полиция.
- 10 августа — Июльская революция в Египте: правительство Египта назначило парламентские выборы на февраль 1953 года с условием проведения чистки политических партий.
- 11 августа — король Иордании Талал бен Абдалла признан психически больным и отрёкся от престола. Королём Иордании стал его несовершеннолетний сын Хусейн бен Талал[32].

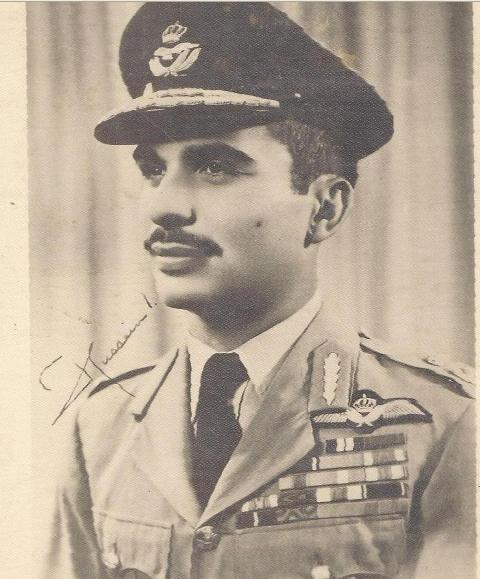
11 августа: Хусейн бен Талал становится королём Иордании

- 30 августа — во  время строительства шахты «Мушкетовская-Вертикальная» (г. Сталино) произошёл взрыв метана и угольной пыли, погибли 44 человека[33].

### Сентябрь
- 4 сентября — на президентских выборах в Чили победил Карлос Ибаньес (46,8% голосов).
- 6 сентября — Катастрофа на авиашоу в Фарнборо, погибли 2 пилота и 29 зрителей на земле.
- 7 сентября — Июльская революция в Египте: премьер-министром Королевства Египет после отставки Али Махира назначен председатель Совета руководства революцией генерал-майор Мохаммед Нагиб[6]. В стране начались аресты оппозиционеров[34].
- 9 сентября
  - Июльская революция в Египте: в Египте опубликован закон об аграрной реформе[5][35].
  - Ушёл в отставку премьер-министр Ливана Сами ас-Сольх. Его сменил Назим аль-Аккари[36].
- 10 сентября — между ФРГ Израилем подписан Люксембургский договор.
- 12 сентября — правительство СССР выпустило постановление «О проектировании и строительстве объекта 627» (первой советской атомной подводной лодки).
- 14 сентября — в Ливане началась всеобщая забастовка протеста против политики президента Бишара эль-Хури[37]. Ушёл в отставку премьер-министр Назим аль-Аккари, которого сменил Саиб Салам[36].
- 18 сентября — ушёл в отставку президент Ливана Бишара эль-Хури[37]. Исполняющим обязанности президента стал генерал Фуад Шехаб. Премьер-министр Саиб Салам ушёл в отставку[36].
- 23 сентября — на пост президента Ливана вступил избранный парламентом Камиль Шамун[37]. На следующий день премьер-министром назначен Абдалла Ареф аль-Яфи[36].
- 19 сентября — в Минске пущен первый троллейбус.
- 30 сентября — ушёл в отставку премьер-министр Ливана Абдалла Ареф аль-Яфи. На следующий день этот пост занял Халед Шехаб[36].

### Октябрь
- 2 октября — Боливийская революция: в Боливии создана государственная горнорудная корпорация КОМИБОЛ, объединившая национализированные предприятия горнорудной промышленности[38].
- 5 октября
  - В Москве открылся XIX съезд Всесоюзной коммунистической партии (большевиков); партия переименована в КПСС (продолжался до 14 октября).
  - В Ливии член королевской семьи Шариф бен Сейид Мухиддин ас-Сенусси убил фаворита короля Ибрахима Шелхи. В стране введено чрезвычайное положение[39].
- 7 октября — над Тихим океаном истребителями ВВС СССР сбит нарушивший воздушное пространство СССР самолёт ВВС США RB-29. 8 членов экипажа погибли[25].
- 8 октября — Июльская революция в Египте: Совет руководства революцией Египта заявил, что начинает рассматривать проекты строительства высотной Асуанской плотины. Составление проекта поручено западногерманской фирме «Хохтиф», которая обязалась представить проект к марту 1953 года[40].
- 11 октября — над деревней Скворицы в Ленинградской области столкнулись самолёты Ил-12 и ТС-62, погиб 31 человек.
- 14 октября — Июльская революция в Египте: распущен Регентский совет Египта. Регентом назначен принц Абдель Монейм.
- 16 октября — пленум ЦК КПСС сформировал Президиум Центрального Комитета КПСС, заменивший Политбюро ЦК ВКП(б)[41].
- 20 октября — В Кении объявлено чрезвычайное положение в связи с восстанием мау-мау.
- 31 октября — Боливийская революция: в Боливии издан декрет о национализации собственности горнорудных монополий Патиньо, Хохшильда и Арамайо, производивших до 80 % добычи боливийского олова[15].

### Ноябрь
- 1 ноября — Соединённые Штаты Америки на атолле Эниветок провели первое испытание водородной бомбы мощностью 12 мегатонн[42].
- 2 ноября — в Горьком открыт памятник А. М. Горькому, выполненный скульптором В. И. Мухиной и архитекторами В. В. Лебедевым и П. П. Штеллером.
- 4 ноября — президентские выборы в США. Победу одержал кандидат от Республиканской партии Дуайт Эйзенхауэр.
- 5 ноября
  - Во Владимире пущен первый троллейбус.
  - Северо-Курильское цунами: уничтожен город Северо-Курильск, погибли 2336 человек.
- 10 ноября — принц Акихито, старший сын императора Японии Хирохито, провозглашён наследным принцем[43].
- 12 ноября — совершил первый полёт советский стратегический бомбардировщик Ту-95.
- 22 ноября — катастрофа C-124 под Анкориджем.
- 28 ноября — катастрофа C-54 в Такоме

### Декабрь
- 1 декабря — в Аргентине принят план второй пятилетки (1953—1957)[27].
- 2 декабря — военный переворот в Венесуэле. Правящая военная хунта полковника Хермана Суареса Фламерича свергнута, временным главой государства стал член хунты генерал Маркос Перес Хименес[44].
- 5—9 декабря — Великий смог в Лондоне.
- 10 декабря — Июльская революция в Египте: пришедшие к власти в Египте «Свободные офицеры» отменили Конституцию 1923 года и отсрочили парламентские выборы[5].
- 12 декабря — в Вене открылся Конгресс народов в защиту мира. Завершился 19 декабря[45].
- 20 декабря
  - В Ливии после высылки в оазис Хун семи самых юных принцев крови опубликован королевский декрет, ограничивший право престолонаследия только ближайшими родственниками короля[39].
  - Катастрофа C-124 в Мозес-Лейке в США, погибли 87 человек, крупнейшая авиакатастрофа в истории на тот момент.
- 23 декабря — во Франции ушло в отставку правительство Антуана Пине[2]. На следующий день лидер Социалистической партии Ги Молле отказался от формирования кабинета.
- 27 декабря — в бассейне Маршалловых островов сформировался тайфун Эстер максимальной пятой категории. Скорость ветра достигала 295 км/ч.
- 29 декабря — попытка переворота в Сирии, организованная партией БААС. Начальник генерального штаба полковник Адиб Шишекли спешно вернулся из Каира и подавил мятеж, глава заговора генеральный инспектор армии Аднан Мальки арестован.
- 30 декабря — Жорж Бидо отказался от формирования правительства Франции. На следующий день формирование кабинета поручено представителю Партии радикалов и радикал-социалистов Рене Мейеру.
- 31 декабря
  - Оформлена протоколом передача от СССР к КНР Китайской Чанчуньской железной дороги, вскоре переименованной в Харбинскую железную дорогу[46].
  - Пуск первой очереди трубопрокатного завода в Сумгаите (Азербайджанская ССР)[47].

## Персоны года
Человек года по версии журнала Time — Елизавета II, королева Великобритании.

## Родились
См. также: Категория:Родившиеся в 1952 году

### Январь
- 14 января — Михаил Осокин, российский журналист и телеведущий, колумнист.
- 20 января
  - Пол Стэнли, американский музыкант, гитарист и вокалист группы Kiss.
  - Владимир Хотиненко, российский кинорежиссёр.
  - Ирина Аллегрова, народная артистка России.
- 31 января — Надя Рушева, советская художница (ум. в 1969).

### Февраль
- 15 февраля — Николай Сорокин, советский и российский актёр театра и кино, депутат Государственной думы РФ III созыва (ум. в 2013).
- 18 февраля — Александр Барыкин, советский и российский рок-музыкант, певец, композитор, гитарист (ум. 2011).
- 29 февраля — Раиса Сметанина, многократная чемпионка мира и олимпийских игр по лыжным гонкам.

### Март
- 2 марта — Сергей Степашин, российский политик, премьер-министр России с мая по август 1999 года.
- 5 марта — Робин Хобб, американская писательница-фантаст.
- 11 марта — Дуглас Ноэль Адамс, английский писатель, драматург, сценарист (ум. в 2001).

### Апрель
- 1 апреля — Ласло Тёкеш, кальвинистский епископ и политик, трансильванский венгр.
- 2 апреля — Александр Шаравин, российский политолог.
- 8 апреля — Дарвишбек Рахмонов, деятель циркового искусства Узбекистана, худрук цирковой труппы «Калдиргоч».
- 9 апреля — Олег Долгов, советский и российский физик.
- 10 апреля
  - Григорий Явлинский, российский политик, основатель партии «Яблоко».
  - Стивен Сигал, американский киноактёр, кинопродюсер, сценарист, кинорежиссёр, музыкант, шериф и мастер боевых искусств.
  - Хуго Брос, бельгийский футболист, защитник, ныне футбольный тренер.
- 17 апреля — Желько «Аркан» Ражнатович, сербский бизнесмен, криминальный авторитет и политик, основатель и командир Сербской добровольческой гвардии (ум. в 2000).
- 25 апреля — Владислав Третьяк, советский хоккеист, вратарь, трёхкратный олимпийский чемпион, спортивный функционер.

### Май
- 2 мая — Барански, Кристин, американская актриса театра, кино и телевидения
- 17 мая — Марина Старых, советская и российская актриса театра и кино.
- 23 мая — Валерий Чаплыгин, советский спортсмен, Олимпийский Чемпион по велоспорту.
- 27 мая — Роберт Йетс, американский серийный убийца.

### Июнь
- 4 июня — Бронислав Коморовский, президент Польши с 2010 по 2015 годы.
- 7 июня
  - Дарья Донцова, русская писательница.
  - Нисон, Лиам, британский актёр ирландского происхождения
- 16 июня — Александр Зайцев, советский спортсмен фигурист. Заслуженный мастер спорта СССР (1973), двукратный олимпийский чемпион по фигурному катанию.
- 17 июля — Хассельхофф, Дэвид, американский актёр и певец
- 19 июня — Сергей Варленович Пен, советский и российский живописец, маринист, заслуженный художник Российской Федерации.
- 20 июня — Гудмен, Джон, американский актёр
- 21 июня — Коити Масимо, известный японский режиссёр аниме (Ai City, F, Разрушение континента, Безответственный капитан Тайлор, Нуар, .hack//SIGN).

### Июль
- 1 июля — Ден Эйкройд, канадский киноактёр.
- 3 июля — Лора Брэниган, американская певица (ум. в 2004).
- 8 июля — Карен Шахназаров, советский и российский кинорежиссёр, сценарист, продюсер, генеральный директор киноконцерна «Мосфильм».
- 17 июля — Дэвид Хассельхофф, американский актёр и певец. («Рыцарь дорог», «Спасатели Малибу»).
- 28 июля — Маха Вачиралонгкорн, король Таиланда.
- 3 августа — Михаил Кравченко, советский спортсмен — мотогонщик, Чемпион СССР, Мастер Спорта СССР.

### Август
- 1 августа — Зоран Джинджич, сербский политик и премьер-министр Сербии в 2001—2003 гг.
- 8 августа — Йостейн Гордер, норвежский писатель и публицист.
- 10 августа — Дайан Венора, американская киноактриса.
- 18 августа — Патрик Суэйзи, американский актёр, танцор и автор-исполнитель (ум. в 2009).
- 25 августа — Курбан Бердыев, советский футболист, туркменский и российский футбольный тренер.
- 27 августа — Пол Рубенс, Американский актёр и комик (ум. в 2023).
- 30 августа — Левон Чахмахчян, бывший член Совета Федерации от Республики Калмыкия.

### Сентябрь
- 25 сентября — Кристофер Рив, американский актёр (ум. в 2004).

### Октябрь
- 5 октября — Эмомали Рахмон, президент Таджикистана.
- 7 октября — Владимир Путин, российский политик, президент РФ.
- 28 октября — Энни Поттс, американская актриса театра, кино и телевидения, комедиантка и продюсер.

### Ноябрь
- 3 ноября — Джим Каммингс, американский актёр озвучивания.
- 5 ноября — Олег Блохин, советский футболист и украинский футбольный тренер.

### Декабрь
- 9 декабря — Анатолий Вассерман, украинский журналист, политический консультант, многократный победитель интеллектуальных телеигр.

## Скончались
- 11 января — Жан де Латр де Тассиньи (род. 1889), маршал Франции, подписавший от имени Франции Акт о капитуляции Германии
- 26 января — Хорлогийн Чойбалсан (род. 1895), монгольский революционер, руководитель Монголии с 1930-х годов.
- 6 февраля
  - Георг VI (род. 1895), король Великобритании с 1936 года.
  - Георгий Шпагин (род. 1897), советский конструктор стрелкового оружия.
- 19 февраля — Кнут Гамсун (род. 1859), норвежский писатель, лауреат Нобелевской премии (1920).
- 9 марта — Александра Коллонтай (род. 1872), российская революционерка, советский государственный деятель.
- 31 марта — Вальтер Шелленберг (род. 1910), начальник внешней разведки службы безопасности Третьего рейха, бригадефюрер СС.
- 2 мая — Матрона Московская (род. 1881 или 1885), святая Русской православной церкви.
- 8 июня — Сергей Меркуров (род. 1881), русский и советский скульптор-монументалист, народный художник СССР .
- 18 июня — Ефим Боголюбов (род. 1889), русско-германский шахматист.
- 26 июля — Эвита Перон (род. 1919), политический и общественный деятель Аргентины, жена президента Хуана Перона.
- 12 августа — расстреляны Перец Маркиш, Давид Бергельсон, Исаак Фефер, Вениамин Зускин, Лев Квитко, Давид Гофштейн.
- 20 сентября — Александр Русаков (род. 1898), советский живописец.

## Нобелевские премии
- Физика — Феликс Блох и Эдвард Миллс Парселл — «За создание новых точных методов ядерных магнитных измерений и связанные с ними открытия».
- Химия — Арчер Джон Портер Мартин — «За разработку метода распределительной хроматографии, теории хроматографических процессов».
- Медицина и физиология — Зельман Ваксман — «За открытие стрептомицина, первого антибиотика, эффективного при лечении туберкулёза».
- Литература — Франсуа Мориак — «За глубокое духовное прозрение и художественную силу, с которой он в своих романах отразил драму человеческой жизни».
- Премия мира — Альберт Швейцер — «За миссионерскую деятельность».

### Комментарии
1. ↑  Деятельность политических партий в Ливии не была возобновлена весь период существования Королевства. Только после прихода к власти в 1969 году Муаммара Каддафи в стране некоторое время существовала однопартийная система.
2. ↑  Ахмед Фуад в тот же день был вывезен своим отцом из Египта.